# Acacia glaucocaesia
Acacia glaucocaesia — вид квіткових рослин з родини бобових. Ареал: Австралія (Західна Австралія).

## Середовище
Вид здебільшого зустрічається в заплавах, що ростуть на піщаних, глинистих або суглинистих ґрунтах.

## Біоморфологічна характеристика
Щільний голий кущ або дерево зазвичай досягає висоти від 1,8 до 6,0 метрів. Він має гілочки з білим борошнистим покриттям і колючими прилистками на молодших рослинах. Тонкі філодії рідко бувають зеленими, за винятком нових пагонів. Філодії мають форму від еліптичної до ланцетної, довжину від 1,5 до 2,5 см, ширину від 7 до 13 мм і непомітну середню жилку. Рослина цвіте з липня по вересень і дає жовті квіти. Суцвіття кулясті, містять від 35 до 50 блідо-жовтих квіток. Стручки, що утворюються після цвітіння, мають вузько-видовжену форму завдовжки до 4 см і вшир 12–13 мм і мають борошнисте біле покриття. Блискуче коричневе або чорне насіння всередині має довгасту або яйцевидну форму і 4–5 мм в довжину.